# Калараш, Дмитрий Леонтьевич
Дми́трий Лео́нтьевич Калара́ш (12 декабря 1911, Киев — 29 октября 1942, Туапсе) — штурман 236-й истребительной авиационной дивизии (5-я воздушная армия, Закавказский фронт), Герой Советского Союза, подполковник.

## Биография
Родился 12 декабря 1911 года в Киеве в семье рабочего.
В 1913 году его родители переехали на Дальний Восток и поселились в деревне Святоруссовке Амурской области. В 1916 году умерла мать, в 1919 году в бою под Благовещенском погиб отец-партизан. Дмитрий воспитывался в детском доме.
Окончил 3 курса Хабаровского педагогического техникума. Работал бригадиром-бетонщиком. В РККА с 1929 года. Окончил Борисоглебскую военную авиационную школу лётчиков в 1932 году. Член ВКП(б) с 1940 года.
Перед Великой Отечественной войной служил в НИИ ВВС.
Участник Великой Отечественной войны с июня 1941 года. С июня 1941 года — заместитель командира 402 иап, сформированного из личного состава испытателей НИИ ВВС (командир — подполковник П. М. Стефановский). Впоследствии воевал в Крыму и на Северном Кавказе.
29 октября 1942 года вылетел во главе группы истребителей на прикрытие с воздуха позиций 9-й гвардейской стрелковой бригады. В районе посёлка Лазаревское (ныне район города Сочи Краснодарского края) наши лётчики вступили в бой с превосходящими силами противника. Это был его 262-й боевой вылет. Самолёт подполковника Калараша был сбит, пилот сумел выброситься с парашютом, но вскоре скончался от полученных ранений. Всего успел сбить лично 11 и в группе 6 самолётов противника. В Донесении о безвозвратных потерях в частях 5 ВА за октябрь 1942 года фигурирует запись о том, что подполковник Калараш Дмитрий Леонтьевич погиб в воздушном бою с истребителями противника и был захоронен на территории г. Сочи в с. Лазаревское в саду во дворе дома по улице Ворошилова, 4.
Самолёт Як-7б за номером № 820201 был найден на склонах горы Индюк в январе 2016 года поисковиками объединения «Кубанский плацдарм». В процессе обследования территории, прилегающей к воронке на месте падения, были найдены две таблички с указанием производителя —- завода № 153 НКАП СССР и даты выпуска —- апрель 1942 года. Окончательно ответ на вопрос о типе самолёта был закрыт благодаря обнаруженным там же ленточным приёмникам пулеметов УБ, на которых дважды фигурирует заводской номер 820201, характерный лишь для одного типа самолётов Як-7. В соответствии с Приказом по 236 ИАД № 102 от 10.09.1942 года самолёт Як-7б № 820201 был передан из 518 ИАП в Управление 236 ИАД. Достоверно известно, что в составе Управления 236 ИАД числился всего один самолёт Як-7, пилотом которого являлся штурман дивизии подполковник Калараш.
Согласно журналу боевых действий 236 ИАД за 29.10.1942 г., группа советских истребителей во главе с подполковником Каларашем в 13:10 взлетела с аэродрома базирования в Лазаревском для прикрытия штурмовиков Ил-2 502-го ШАП в районе населенного пункта Гойтх (выс. 977) Туапсинского района. Как следует из боевого донесения, в 13:30 самолёты пересекли линию фронта. Штурмовиков сопровождали 6 ЛАГГ-3 246 ИАП, 2 ЛАГГ-3 и 4 Яка 518 ИАП. Боевой порядок истребителей был построен в три яруса, на самом верху находилась пара п/п-к Калараш и его ведомый к-н Щиров. В районе цели они были атакованы из облаков парой «мессеров», в результате чего самолёт подполковника Калараша был подбит.
Стоит обратить внимание на заявку пилота JG52 Oblt. Герхарда Баркхорна (Gerhard Barkhorn), который сообщил о сбитом советском истребителе Як-1 в 12:42 по берлинскому времени (13:42 по мск) в квадрате 95732 (р-н н.п. Гойтх) на высоте 1200 метров. При этом время и место его заявки в точности совпадают с временем и местом выполнения боевого задания подполковником Каларашем.
Находясь на высоте 1200 метров, пилот Яка вполне мог направить подбитый самолёт в сторону линии фронта и выброситься с парашютом над своей территорией, для этого ему было достаточно перелететь через вершину Семашхо, что, судя по всему, он и сделал.
При прыжке с парашютом п/п-к Калараш получил сильнейший удар в грудь стабилизатором своего же самолёта. Подобравшие приземлившегося на парашюте летчика пехотинцы доставили его в госпиталь в Туапсе, где он вскоре скончался от полученных травм грудной клетки. Факт доставки Калараша в туапсинский госпиталь упоминается и в книге его однополчанина С. М. Давтяна «Пятая воздушная».
За свою службу совершил 242 боевых вылета, 14 лично и 6 в группе сбитых самолётов противника.
Указом Президиума Верховного Совета СССР «О присвоении звания Героя Советского Союза начальствующего и рядового состава Красной Армии» от 13 декабря 1942 года за «образцовое выполнение боевых заданий командования на фронте борьбы с немецкими захватчиками и проявленные при этом отвагу и геройство» удостоен звания Героя Советского Союза.

## Награды
- Орден Ленина,
- Орден Красного Знамени,
- Орден «Знак Почёта».

## Память
- Навечно зачислен в списки воинской части.
- На здании педагогического училища в Хабаровске установлена мемориальная доска.
- Именем Героя названы улицы в городе Люберцы Московской области, Хабаровске, Сочи (Краснодарский край, Сочи, жилой район Лазаревское, улица Калара́ша.), Туапсе.
- Имя Д. Л. Калараша носит интернат № 17 и одна из улиц в городе Свободный Амурской области.